# Josef Kadraba
Josef Kadraba (* 29. September 1933 in Řevničov; † 5. August 2019) war ein tschechoslowakischer Fußballspieler. 1962 wurde der Stürmer mit der Tschechoslowakischen Nationalmannschaft Vizeweltmeister.

## Karriere
Josef Kadraba spielte in seiner Jugend für Sokol Rakovník. 1953 wechselte er zum damaligen Erstligisten Slavoj Liberec. Die folgenden anderthalb Jahre spielte Kadraba für den Armeeverein Tankista Praha. 1955 ging er zu Sparta Prag, wo der Angreifer 65 Tore in 70 Spielen schoss. 1957 heiratete Kadraba, und weil Sparta ihm und seiner Frau keine Wohnung stellen konnte, wechselte er zu SONP Kladno, das in der Zweiten Liga spielte. 1960 stieg Kladno in die 1. Tschechoslowakische Liga auf, wo Kadraba zu den besten Stürmern gehörte.
Schon im Oktober 1958 hatte er beim 4:0-Sieg über Bulgarien in Ostrava in der Tschechoslowakischen Nationalmannschaft debütiert, war dann aber in den folgenden zwei Jahren nicht berücksichtigt worden. In Kladno blieb Kadraba sieben Jahre, 1962 wurde er mit der Tschechoslowakei in Chile Vizeweltmeister. 1965 wechselte Kadraba noch einmal und spielte fortan für Slavia Prag. Als die Mannschaft 1967 auf der Rückreise aus Israel in Wien Zwischenhalt machte, blieb Kadraba in Österreich, wo er eine Aufenthaltsgenehmigung für fünf Jahre hatte, allerdings hatte er keine Erlaubnis, Profifußball zu spielen.
Kadraba spielte für den SC Hinteregger in der Wiener Stadtliga. 1971 gelang der Mannschaft der Aufstieg in die Regionalliga, der damals zweithöchsten Spielklasse in Österreich. Als 1972 die Aufenthaltsgenehmigung ablief, blieb Kadraba dennoch in Österreich und wurde in Abwesenheit zu zwei Jahren Gefängnis verurteilt. Kurze Zeit später wurde Kadraba österreichischer Staatsbürger. Von 1973 bis 1979 spielte Kadraba schließlich noch für SK Slovan Wien und hängte mit 46 Jahren die Fußballschuhe endgültig an den Nagel.